# ثقب أسود افتراضي

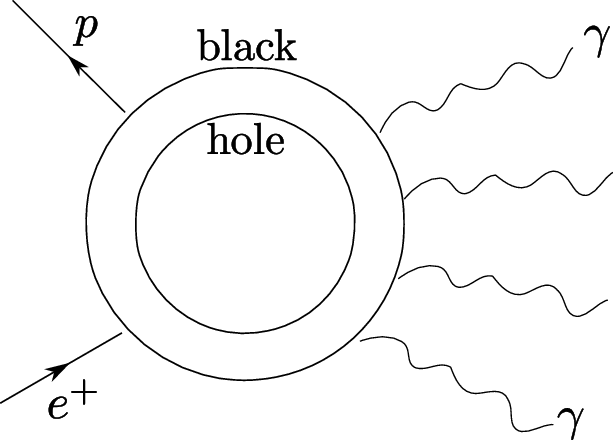
صوره توضيحيه للثقب الأسود الافتراضي

في الثقالة الكمومية، الثقب الأسود الافتراضي هو عبارة عن ثقب أسود لها وجود مؤقت نتج عن التأرجح الكمومي للزمكان. هناك مثال عن الرغوة الكمومية وكذلك للتناظر الثقالي للزوجين الإلكترون-بوزيترون في الديناميكا الكهريائية الكمومية. تقترح الأدلة النظرية بأن على الثقوب السوداء الافتراضية أن تمتلك كتلة طبقاً لما تقترحه نظرية كتلة بلانك، وأن تمتلك أيضاً دورة حياة بناءً على نظرية زمن بلانك، وتحدث مرة واحدة تقريباً لكل حجم بلانك. صفحة 4.
إذا كانت الثقوب السوداء الافتراضية موجودة، فأنه ستوفر آلية لإضمحلال البروتون. و سبب هذا الإضمحلال هو أنه إذا ما أزداد كتلة الثقب الأسود بسبب الكتلة الساقطة في داخلهل، فإنها تنقص بإبعاث إشعاع هاوكيغ من الثقب، ومع ذلك فإن الجسيمات الأولية ستصبح مختلفة عنما قبل. فمثلاً إذا سقطت اثنين من الكوراكات التأسيسية للبروتون في الثقب الأسود الافتراضي، فأنه من الممكن أن تخرج منها ككواركات المضادة و ليبتون، وبذلك ستنتهك قانون حفظ عدد باريون.، صفحة 4–5.
إن وجود الثقوب السوداء الافتراضية تزيد من مفارقة فقدان معلومات للثقب الأسود، مثلها مثل أي عملية فيزيائية، فإنها من المحتمل أن تقوم بإحداث خلل ينتج عنها تقاطع المعلومات مع الثقب الأسود الافتراضي.